# Nathalie Emmanuel
Nathalie Joanne Emmanuel (Southend-on-Sea, 2 marzo 1989) è un'attrice e modella britannica, nota per il ruolo di Missandei nella serie televisiva Il Trono di Spade e di Ramsey nella saga di Fast & Furious.

## Biografia
Nathalie Emmanuel è nata a Southend-on-Sea, nell'Essex, il 2 marzo del 1989 da padre d'origine per metà santaluciana e da madre per metà dominicense. Dal 2006 al 2010 è nel cast principale della soap-opera inglese Hollyoaks, nel ruolo di Sasha Valentine, mentre nel 2011 partecipa ad un episodio della terza stagione di Misfits. Nel gennaio 2012, Emmanuel ha presentato Websex: What's the Harm?, che indaga sulle abitudini sessuali online dei giovani dai 16 ai 24 anni nel Regno Unito. Nello stesso anno ha fatto il suo debutto cinematografico nel thriller Twenty8k.
Dal 2013 è nel cast della serie televisiva targata HBO Il Trono di Spade, nel ruolo di Missandei. Dopo due stagioni come personaggio secondario, a cominciare dalla quinta stagione, viene promossa a personaggio regolare del cast, ricevendo diverse candidature agli Screen Actors Guild Award. Nel dicembre 2014 viene annunciata nel cast del film Maze Runner - La fuga, seguito di Maze Runner - Il labirinto, nel ruolo di Harriet. Nell'aprile 2015 ha partecipato al film Fast & Furious 7 e successivamente nel seguito Fast & Furious 8.
Terminata la serie Il Trono di Spade, nel 2019 Emmanuel ha interpretato Maya nella serie televisiva commedia Four Weddings and a Funeral, ed è stata la voce di Deet nella serie Netflix Dark Crystal - La resistenza. Nel luglio 2020 Emmanuel ha recitato al fianco di Kevin Hart e John Travolta nella serie Die Hart. Quest'ultimo ruolo le vale una candidatura ai Primetime Emmy Awards alla miglior attrice in una serie comica o drammatica. Nello stesso anno è protagonista del film Holly dorme da noi, recitando al fianco di Erinn Hayes e Ron Livingston.
Nel 2021 con l'uscita di Fast & Furious 9 - The Fast Saga, l'attrice ha nuovamente interpretato il ruolo di Ramsey. Nello stesso anno ha partecipato a Army of Thieves, diretto da Matthias Schweighöfer. Nel 2023 John Woo annuncia che Nathalie Emmanuel reciterà con Omar Sy nel remake del suo film The Killer.
Nathalie Emmanuel riprese il suo ruolo di Ramsey nel film Fast X, film del 2023.

## Filmografia

### Attrice

#### Cinema
- Twenty8k, regia di David Kew e Neil Thompson (2012)
- Fast & Furious 7 (Furious 7), regia di James Wan (2015)
- Maze Runner - La fuga (Maze Runner: The Scorch Trials), regia di Wes Ball (2015)
- Fast & Furious 8 (The Fate of the Furious), regia di F. Gary Gray (2017)
- Maze Runner - La rivelazione (Maze Runner: The Death Cure), regia di Wes Ball (2018)
- The Titan, regia di Lennart Ruff (2018)
- Holly dorme da noi (Holly Slept Over), regia di Joshua Friedlander (2020)
- Fast & Furious 9 - The Fast Saga (F9: The Fast Saga), regia di Justin Lin (2021)
- Army of Thieves, regia di Matthias Schweighöfer (2021)
- Last Train to Christmas, regia di Julian Kemp (2021)
- The Cerermony - Invito mortale (The Invitation), regia di Jessica M. Thompson (2022)
- Die Hart, regia di Eric Appel (2023)
- Fast X, regia di Louis Leterrier (2023)
- Arthur the King - Insieme a ogni costo (Arthur the King), regia di Simon Cellan Jones (2024)
- Megalopolis, regia di Francis Ford Coppola (2024)
- The Killer, regia di John Woo (2024)

#### Televisione
- Hollyoaks – serie TV, 192 episodi (2006-2010)
- Hollyoaks Later – serie TV, 4 episodi (2008)
- Hollyoaks: The Morning After the Night Before – serie TV (2009)
- Casualty – serie TV, episodio 25x28 (2011)
- Misfits – serie TV, episodio 3x01 (2011)
- Websex: What's the Harm? – programma TV, presentatrice (2012)
- Il Trono di Spade (Game of Thrones) – serie TV, 34 episodi (2013-2019)
- Quattro matrimoni e un funerale (Four Weddings and a Funeral) – miniserie TV, 10 episodi (2019)
- Die Hart – serie TV, 16 episodi (2020-2023)

#### Cortometraggi
- Waves, regia di Benjamin Dickinson (2016)
- Sorceress, regia di Max Blustin (2018)
- Late, regia di Robyn Fox (2018)
- Run, regia di Alex Lanipekun (2018)

### Doppiatrice

#### Televisione
- Dark Crystal - La resistenza (The Dark Crystal: Age of Resistance) – serie TV, 10 episodi (2019) – Deet

## Riconoscimenti
- Primetime Emmy Awards
  - 2023 – Candidatura alla miglior attrice in una serie comica o drammatica di fiction breve per Die Hart
  - 2021 – Candidatura alla miglior attrice in una serie comica o drammatica di fiction breve per Die Har
- National Film Awards
  - 2020 – Candidatura alla miglior attrice in una serie televisiva per Quattro matrimoni e un funerale
  - 2018 – Candidatura alla miglior attrice per Fast & Furious 8
  - 2016 – Premio alla miglior attrice per Fast & Furious 7
  - 2016 – Candidatura alla miglior attrice rivelazione per Fast & Furious 7

- Screen Actors Guild Awards
  - 2020 – Candidatura alla miglior performance di un cast in una serie drammatica per Il Trono di Spade
  - 2018 – Candidatura alla miglior performance di un cast in una serie drammatica per Il Trono di Spade
  - 2017 – Candidatura alla miglior performance di un cast in una serie drammatica per Il Trono di Spade[19]
  - 2016 – Candidatura alla miglior performance di un cast in una serie drammatica per Il Trono di Spade[20]
  - 2015 – Candidatura alla miglior performance di un cast in una serie drammatica per Il Trono di Spade[21]
  - 2014 – Candidatura alla miglior performance di un cast in una serie drammatica per Il Trono di Spade[22]
- IGN Summer Movie Awards
  - 2019 – Premio al miglior cast per Il Trono di Spade
- The Richard Harris International Film Festival
  - 2019 – Candidatura alla miglior attrice per Sorceress
- Screen Nation Awards
  - 2016 – Premio alla miglior attrice per Fast & Furious 7

- Empire Awards
  - 2014 – Empire Hero Award per Il Trono di Spade[23]

## Doppiatrici italiane
Nelle versioni in italiano delle opere in cui ha recitato, Nathalie Emmanuel è stata doppiata da:
- Veronica Puccio in Il Trono di Spade, Fast & Furious 7, Fast & Furious 8, The Titan, Quattro matrimoni e un funerale, Fast & Furious 9 - The Fast Saga, Army of Thieves, Die Hart, Fast X, Arthur the King - Insieme a ogni costo, The Killer
- Emanuela Ionica in Maze Runner - La fuga, Maze Runner - La rivelazione
- Valentina Favazza in Megalopolis

Da doppiatrice è sostituita da:
- Veronica Puccio in Dark Crystal - La resistenza